# Time & Space
| Совокупная оценка | Совокупная оценка |
| Источник          | Оценка            |
| ----------------- | ----------------- |
| AnyDecentMusic?   | 6.7/10            |
| Metacritic        | 81/100            |
| Оценки критиков   |                   |
| Источник          | Оценка            |
| DIY               | [ 4 ]             |
| Drowned in Sound  | 7/10              |
| Exclaim!          | 8/10              |
| The Guardian      | [ 7 ]             |
| Kerrang!          | 5/5               |
| Pitchfork         | 5.4/10            |
| Q                 | [ 10 ]            |
| Rock Sound        | 8/10              |
| Tiny Mix Tapes    | 3.5/5             |

Time & Space — второй студийный альбом американской панк-рок-группы Turnstile, изданный 23 февраля 2018 года лейблом Roadrunner Records.
Альбом получил положительные отзывы обозревателей и критиков музыкальной прессы, включен во многие итоговые списки.
Он дебютировал на первом месте в чарте US Billboard Heatseekers и на 15-м месте в Top Hard Rock Albums.

## История
После выпуска своего дебютного альбома в 2015 году группа подписала контракт с Roadrunner Records на запись и выпуск своего второго альбома. В беседе с Noisey ведущий вокалист Брендан Йейтс рассказал о решении группы подписать контракт с крупным лейблом: «Это было очень круто. Самое классное в этом, и то, что заставляет меня чувствовать себя хорошо в группе, это то, что процесс был действительно естественным. Они выразили заинтересованность в выпуске нашего последнего LP. Я думаю, мы встретились с ними в 2014 году, но в тот момент это не казалось естественным», и далее: «Очевидно, что мы выросли на некоторых альбомах Roadrunner, и мы знали, что это за лейбл, по записям, которые нас вдохновляли, таким как Madball, Biohazard и Life of Agony».
Альбом был записан в 2017/18 году с продюсером Уиллом Ипом на его студии звукозаписи Studio 4 в Коншохокене, штат Пенсильвания. Говоря с SPIN в начале 2018 года об альбоме, Брендан Йейтс рассказал о видении группы: «Это просто идея отключения себя от ситуаций и отпускания, отделения себя», продолжив: «Это просто много размышлений, в том смысле, чтобы отступить назад и посмотреть на положение, в котором ты находишься, на отношения, в которых ты находишься… [это о] выходе за пределы своего разума и своего тела, чтобы увидеть очищение».

## Отзывы
Альбом получил положительные отзывы музыкальной критики и интернет-изданий. Он получил 81 из 100 баллов на интернет-агрегаторе Metacritic. Сайт AnyDecentMusic? дал ему 6.7 из 10.

### Итоговые списки
| Публикация           | Список                                                  | Ранг |
| -------------------- | ------------------------------------------------------- | ---- |
| Alternative Press    | Alternative Presś Top 50 Albums of 2018                 | N/A  |
| The A.V. Club        | The A.V. Club́s Top Punk and Hardcore Albums of 2018     | N/A  |
| Billboard            | Billboard́s Top 50 Albums of 2018 — Mid-Year             | N/A  |
| Blare                | Blarés Top 50 Albums of 2018                            | 37   |
| BrooklynVegan        | BrooklynVegańs Top 50 Albums of 2018                    | 8    |
| Consequence of Sound | Consequence of Sound́s Top 25 Metal and Hard Rock Albums | 7    |
| Exclaim!             | Exclaim!́s Top 10 Metal and Hardcore Albums of 2018      | 10   |
| Exclaim!             | Exclaim!́s Top 31 Albums of 2018 — Mid-Year              | 31   |
| Kerrang!             | Kerrang!́s Top 50 Albums of 2018                         | 1    |
| Kerrang!             | Kerrang!́s Top 75 Albums of the Decade (2010s)           | 23   |
| GQ                   | GQ́s Top Albums of the Decade (2010s)                    | N/A  |
| Loudwire             | Loudwirés Top 30 Hard Rock Albums of 2018               | 15   |
| The New York Times   | The New York Timeś Top 28 Albums of 2018                | 13   |
| NME                  | NMÉs Top 100 Albums of 2018                             | 35   |
| NME                  | NMÉs Top 25 Albums of 2018 — Mid-Year                   | 9    |
| Revolver             | Revolveŕs Top 30 Albums of 2018                         | 3    |
| Rock Sound           | Rock Sound́s Top 50 Albums of 2018                       | 33   |
| Rolling Stone        | Rolling Stonés Top 20 Metal Albums of 2018              | 9    |
| Rolling Stone        | Rolling Stonés Top 50 Albums of 2018 — Mid-Year         | N/A  |
| Stereogum            | Stereoguḿs Top 50 Albums of 2018 — Mid-Year             | 37   |
| Uproxx               | Uproxx́ Top 50 Albums of 2018 — Mid-Year                 | 16   |

## Список композиций
Слова и музыка всех песен — Turnstile.
| №                   | Название                           | Длительность |
| ------------------- | ---------------------------------- | ------------ |
| 1.                  | «Real Thing»                       | 1:56         |
| 2.                  | «Big Smile»                        | 1:29         |
| 3.                  | «Generator»                        | 3:14         |
| 4.                  | «Bomb»                             | 0:24         |
| 5.                  | «I Don't Wanna Be Blind»           | 2:04         |
| 6.                  | «High Pressure»                    | 1:56         |
| 7.                  | «(Lost Another) Piece of My World» | 1:51         |
| 8.                  | «Can't Get Away»                   | 3:02         |
| 9.                  | «Moon»                             | 1:53         |
| 10.                 | «Come Back For More/H.O.Y.»        | 2:55         |
| 11.                 | «Right to Be»                      | 2:05         |
| 12.                 | «Disco»                            | 0:46         |
| 13.                 | «Time + Space»                     | 1:40         |
| Общая длительность: | Общая длительность:                | 25:15        |

## Чарты
| Чарт (2018)                                   | Высшая позиция |
| --------------------------------------------- | -------------- |
| Германия (Offizielle Top 100)                 | 89             |
| Великобритания (UK Rock & Metal Albums Chart) | 12             |
| США (Billboard Top Heatseekers Albums)        | 1              |
| США (Billboard Top Hard Rock Albums)          | 15             |
| США (Billboard Top Album Sales)               | 67             |
| США (Billboard Vinyl Albums)                  | 4              |